# Lilla Hällbergsträsket
Lilla Hällbergsträsket är en sjö i Överkalix kommun i Norrbotten och ingår i Kalixälvens huvudavrinningsområde. Sjön har en area på 0,0903 kvadratkilometer och ligger 97,3 meter över havet.

## Delavrinningsområde
Lilla Hällbergsträsket ingår i det delavrinningsområde (740750-179107) som SMHI kallar för Mynnar i Ängesåns vattendragsyta. Medelhöjden är 131 meter över havet och ytan är 31,52 kvadratkilometer. Det finns inga avrinningsområden uppströms utan avrinningsområdet är högsta punkten. Mäjärvbäcken som avvattnar avrinningsområdet har biflödesordning 3, vilket innebär att vattnet flödar genom totalt 3 vattendrag innan det når havet efter 113 kilometer. Avrinningsområdet består mestadels av skog (83 procent). Avrinningsområdet har 0,75 kvadratkilometer vattenytor vilket ger det en sjöprocent på 2,4 procent.